# Сурмач Мирон
Мирон Сурмач (*1895, Желдець, Галичина — †12 травня 1991, Савт Бавнд Брук,  Н.  Дж., США) — перший у США український книгар та видавець, власник музичної крамниці в Манхеттені, відомий організатор української музичної діяльності в еміграції, громадський діяч.
Емігрував до США 1910 року. Власник книгарень «Січовий Базар» (1918—1927) і «Сурма» (з 1927, обидві у Нью-Йорку) і видавець: кн., місячник «Базар» (1921—1922), українські платівки, листівки з українськими мотивами (серед інших твори його дочки Мирослави Сурмач-Міллс). Організатор першого в США українського радіомовлення (1928); статті в українській пресі.
Поповнив українську мемуарну літературу книжкою «Історія моєї „Сурми“. Спогади книгаря.»